# موبا

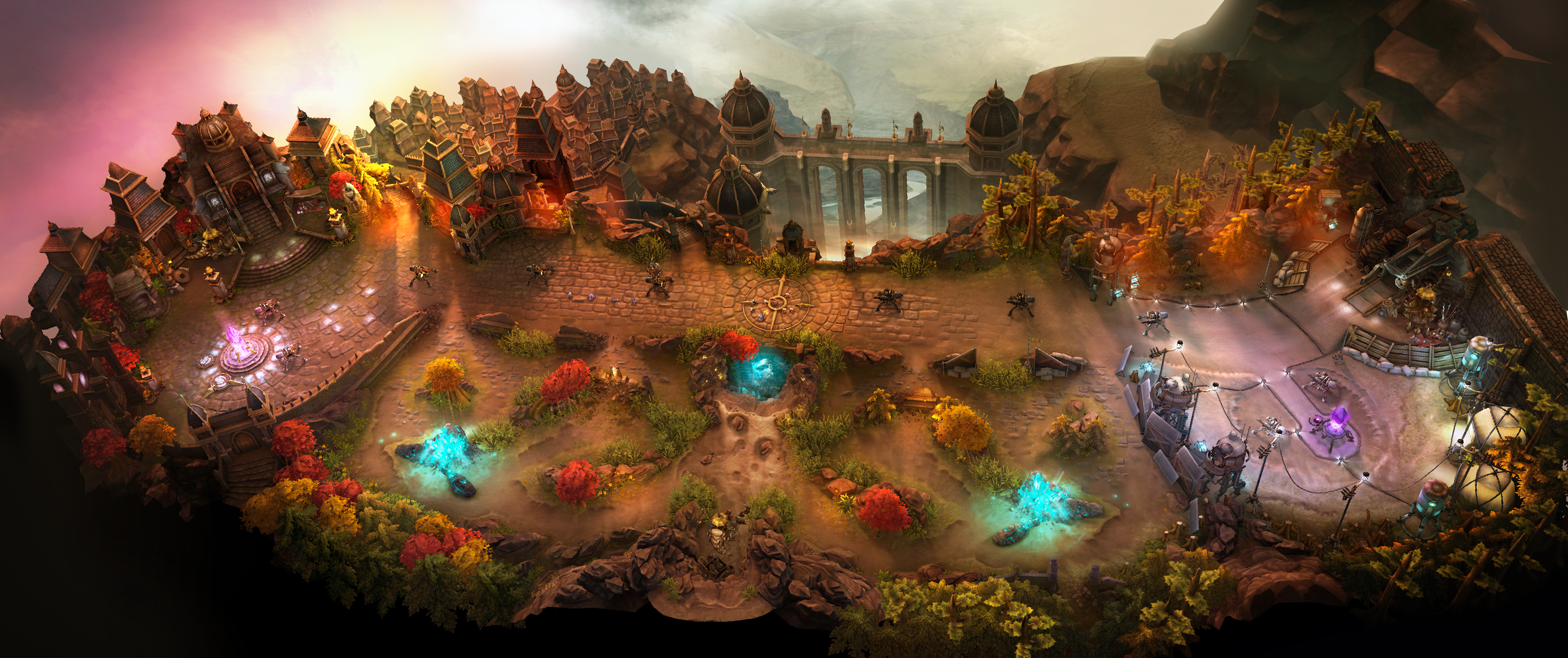
لقطة شاشة لإحدى ألعاب الموبا

موبا (بالإنجليزية: MOBA)‏ وهي اختصار لـ Multiplayer online battle arena يمكن ترجمتها كـ حلبة معركة جماعية عبر الإنترنت لكنها معروفة بالاختصار "موبا"، هي نوع من أنواع ألعاب الفيديو ونشأ كفرع من استراتيجية الوقت الحقيقي، يتحكم فيه اللاعب بشخصية واحدة في فريق واحد في مواجهة فريق ثاني. الهدف هو تدمير الهيكل الرئيسي للفريق المنافس بمساعدة وحدات يتم توليدها بشكل دوري والتحكم بها بواسطة الحاسوب والتي تسير على طول مسارات محددة.
بدأ هذا النوع بشكل كبير عن طريق إحدى الخرائط المخصصة للعبة ستار كرافت